# Michael Barker
Michael Barker, né en 1966 à Rotorua, est un musicien néo-zélandais. Il était le batteur du John Butler Trio jusqu'en 2009 et a fondé Swamp Thing en 2010.

## Carrière
Barker commence à pratiquer la batterie à l'âge de dix ans. Comme la plupart des adolescents, il joue avec de nombreux groupes. À 19 ans, il se rend à Melbourne pour apprendre les percussions d'orchestre. Dans la capitale australienne, il réalise des enregistrements avec le chanteur et guitariste Neil Finn. Après une tournée avec Finn, Barker fait la connaissance de John Butler, qui recherche un batteur afin de partir en tournée. Le batteur Nicky Bomba figure l'album Sunrise Over Sea du John Butler Trio, mais doit alors retourner dans son propre groupe. Michael Barker enregistre quelques parties de percussions sur l'album, notamment sur Betterman et sur Something's Gotta Give, et est retenu pour effectuer la tournée. Barker joue également sur l'album Grand National, sorti en 2007, et accompagne le groupe lors de la tournée organisée pour promouvoir ce disque.
Barker réalise son premier enregistrement solo, intitulé Wonderland, en novembre 2006. En 2008, il accompagne Split Enz, le groupe des frères Neil et Tim Finn, lors de la tournée NZ Reunion Tour. En juin de la même année, Michael Barker se produit lors du Australia's Ultimate Drummers Week-end, qui se tient à Melbourne.